# Jérôme Baloge
Jérôme Baloge, né le 28 avril 1973 à Niort, est un homme politique français. Il est membre du Parti radical et maire de Niort depuis 2014.

## Biographie

### Jeunesse et études
Jérôme Baloge est le fils d'un cadre et d'une enseignante.[réf. souhaitée]
Il est diplômé de Sciences Po Bordeaux en 1994.[réf. souhaitée] Il continue des études à l'université Panthéon-Sorbonne, où il soutient un mémoire de DEA de relations internationales en 1996 sous la direction du professeur Jacques Soppelsa sur le thème « la langue, vecteur de relations internationales : espaces, solidarités et communautés linguistiques internationales ».
En 2004, il obtient une thèse de doctorat en science politique dans ce même établissement, dont le sujet est l'enjeu linguistique dans les relations internationales.

### Carrière professionnelle
Directeur territorial à ERDF, il enseigne parallèlement l'histoire de l'Europe depuis 1815 à l'École des hautes études internationales et politiques (HEIP), du groupe Omnes Éducation, à Paris. Il est en disponibilité et se consacre à sa fonction de maire depuis son élection.[réf. souhaitée]

### Carrière politique

#### Mouvements politiques
Gaulliste social, il quitte le RPR en 2000 pour fonder et devenir secrétaire général d'Appel d'R , un mouvement de jeunes séguinistes[source insuffisante].

#### Parcours électoral
En 2002, il est candidat dans la première circonscription des Deux-Sèvres sous l'étiquette du Pôle républicain, obtenant 1,06 % des suffrages au premier tour.
En 2011, il est présent au second tour de l'élection cantonale du canton de Niort-Ouest sous l'étiquette du Parti radical, alors membre de l'UMP, et obtient 36,76 % face au sortant Gérard Zabatta.
En 2012, il est présent au deuxième tour de la législative dans la première circonscription des Deux-Sèvres sous l'étiquette du Parti radical valoisien et soutenu par l'UMP et l'UDI, et fait 43,80 % des voix.
Le 23 mars 2014, la liste de rassemblement sans étiquette qu'il porte est élue dès le premier tour des élections municipales de Niort en obtenant 54,32 % des voix contre la liste de la députée-maire PS sortante Geneviève Gaillard qui obtient 20,35 % des voix,. Il met fin à six décennies de gauche au pouvoir à Niort. Il est officiellement élu maire lors du conseil municipal du 28 mars 2014.[source insuffisante]

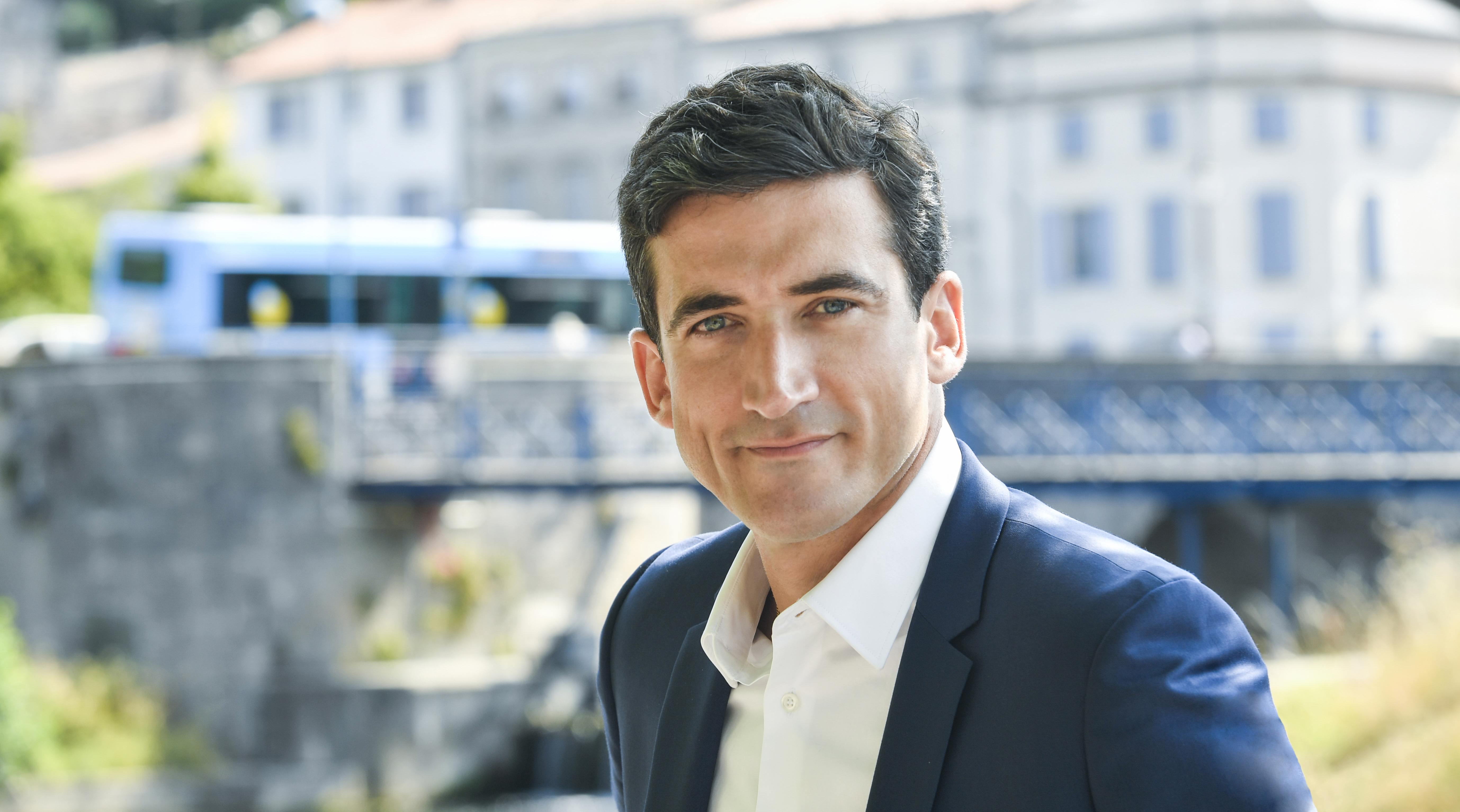
Portrait de Jérôme Baloge.

En 2020, il annonce sa candidature à sa propre succession dans une liste indépendante au premier tour, notamment soutenue par Les Républicains et La République en Marche. Il est réélu dès le premier tour avec 67,99 % des voix.[réf. souhaitée]

### Actions
En 2014, il expulse le Centre national des arts de la rue installé depuis 2011 dans le bâtiment des Usines Boinot, afin de faire démolir ce site classé en zone inondable.
Il refuse l'installation d'un centre de rétention pour l'accueil des migrants de Calais.
Son conseil d’agglomération met en place la gratuité des bus. L'agglomération niortaise devient la plus grande collectivité de France où les transports en commun sont gratuits.[source insuffisante] Une augmentation de la fréquentation des transports à hauteur de 23 % est observée dans l'année. Ses opposants pointent un bilan plus mitigé.

### Prises de position

#### Soutien à Emmanuel Macron
En 2019, il signe une tribune dans le Journal du Dimanche avec 72 autres maires de France en soutien à Emmanuel Macron. Il est ensuite soutenu par la majorité présidentielle pour les élections municipales de 2020.

#### Émeutes de 2023
Après les émeutes de l'été 2023 à la suite de la mort de Nahel, il rejette la faute sur "les réseaux sociaux et l'extrême gauche". Il se dit ensuite satisfait des annonces du gouvernement en matière de sécurité, tout en demandant des réponses de plus long terme, prenant appui sur les positions de Jean-Louis Borloo.

## Résultats électoraux

### Élections municipales
| Année | Parti | Parti   | Position      | Commune | 1er tour | 1er tour | 2d tour | 2d tour | Rang | Élus    |
| Année | Parti | Parti   | Position      | Commune | Voix     | %        | Voix    | %       | Rang | Élus    |
| ----- | ----- | ------- | ------------- | ------- | -------- | -------- | ------- | ------- | ---- | ------- |
| 2014  |       | UDI-PRV | Tête de liste | Niort   | 12 304   | 54,31    | -       | -       | 1er  | 36 / 45 |
| 2020  |       | MR      | Tête de liste | Niort   | 10 649   | 67,99    | -       | -       | 1er  | 39 / 45 |

### Élections législatives
| Année | Parti | Parti | Circonscription     | 1er tour | 1er tour | 1er tour | 2d tour | 2d tour | 2d tour |
| Année | Parti | Parti | Circonscription     | Voix     | %        | Rang     | Voix    | %       | Rang    |
| ----- | ----- | ----- | ------------------- | -------- | -------- | -------- | ------- | ------- | ------- |
| 2002  |       | PR    | 1re des Deux-Sèvres | 424      | 1,06     | 9e       | -       | -       | -       |
| 2012  |       | PRV   | 1re des Deux-Sèvres | 15 494   | 30,64    | 2e       | 20 814  | 43,80   | 2e      |

### Élections cantonales
| Année | Parti | Parti   | Canton      | 1er tour | 1er tour | 1er tour | 2d tour | 2d tour | 2d tour |
| Année | Parti | Parti   | Canton      | Voix     | %        | Rang     | Voix    | %       | Rang    |
| ----- | ----- | ------- | ----------- | -------- | -------- | -------- | ------- | ------- | ------- |
| 2011  |       | UMP-PRV | Niort-Ouest | 1 798    | 31,02    | 2e       | 2 190   | 36,76   | 2e      |

## Décorations
- Chevalier de la Légion d'honneur (2024)[22]